# Stazione di Samolaco
La stazione di Samolaco è una fermata ferroviaria posta sulla linea Colico-Chiavenna. Serve il centro abitato di Samolaco.

## Storia
La stazione venne attivata il 9 settembre 1886, come parte delela linea Colico-Chiavenna.
L'impianto fino agli anni '80 era dotato di secondo binario per eventuali incroci e precedenze, posto ad ovest del corretto tracciato costituito dal binario 1, con banchina ma privo di sottopassaggio.